# جيورجي إليف
جيورجي إليف (بالبلغارية: Георги Илиев)‏ (5 سبتمبر 1981 بفارنا في بلغاريا - ) هو لاعب كرة قدم بلغاري في مركز الوسط. شارك مع منتخب بلغاريا لكرة القدم. أما مع النوادي، فقد لعب مع سسكا صوفيا ونادي تشيرنو مور فارنا ونادي لوكوموتيف بلوفديف ونادي سانغتشو مايتي ليونز.

## روابط خارجية
- جيورجي إليف على موقع الاتحاد الأوربي (الإنجليزية)
- جيورجي إليف على موقع قاعدة بيانات كرة القدم.إي يو (الإنجليزية)
- جيورجي إليف على موقع ناشيونال فوتبول تيمز (الإنجليزية)
- جيورجي إليف على موقع Soccerway.com (الإنجليزية)